# NGC 903
NGC 903 is een spiraalvormig sterrenstelsel in het sterrenbeeld Ram. Het hemelobject werd op 13 december 1884 ontdekt door de Franse astronoom Édouard Jean-Marie Stephan.

## Synoniemen
- PGC 9097
- NPM1G +27.0093